# Виктория Круса
Викто́рия Кру́са (лат. Victoria cruziana) — крупное травянистое, водное тропическое растение; вид рода Виктория семейства Кувшинковые (Nymphaeaceae).
Род Виктория назван в честь британской королевы Виктории (1819—1901). Видовой эпитет cruziana был дан в честь Андреса де Санта-Круса (1792—1865), президента Перу и Боливии, который спонсировал экспедицию в Боливию, в ходе которой были собраны первые экземпляры этого вида.
Вид является родным для субтропической Южной Америки, где он распространён в Аргентине, Парагвае и Боливии.
Корневая водная трава, покрытая колючками, за исключением верхней поверхности листьев и цветов.
Ярко-зелёные листовые пластинки до 2 м в ширину, с толстыми оправами (перевёрнутыми краями листьев) до 20 см высотой, которые отличают его от близкого родственника Victoria amazonica.
Листовые пластинки имеют восковую поверхность, которая помогает отталкивать воду. Листья зелёные с обеих сторон (нижняя иногда красноватого цвета), гладкие сверху, но с обильными острыми шипами внизу, которые, возможно, служат в качестве защиты от растительноядных рыб и ламантинов. Обратная сторона сетчатая с выступающими жилками.
Листовые пластинки свободно плавают и прикреплены к корневищу длинной, гибкой нитью (стеблем).
Цветок крупный, плавучий, кремово-белого цвета, становится светло-розовым на вторую ночь после опыления. Длинные цветоносы выходят из подземного корневища, растущего в иле речного дна. Цветочные почки колючие только у основания (в отличие от V. amazonica, которые полностью колючие).
Опыление производит жук Cylocephata castanea, привлекаемый цветочным ароматом.
Плоды крупные, колючие, ягодообразные. Семена многочисленные, до 10 мм в диаметре, полусферические.
Виктория Круса требует определённого места обитания (медленные, неглубокие водоёмы), которые могут оказаться под угрозой в результате изменения климата и связанного с ним увеличением затопления. Вырубка лесов (удаление леса из районов вокруг мест обитания растения) также несёт возможную угрозу, поскольку это может привести к снижению качества воды.

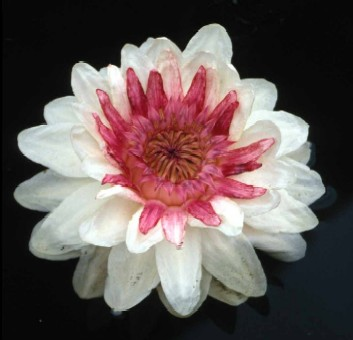
Цветок виктории Круса
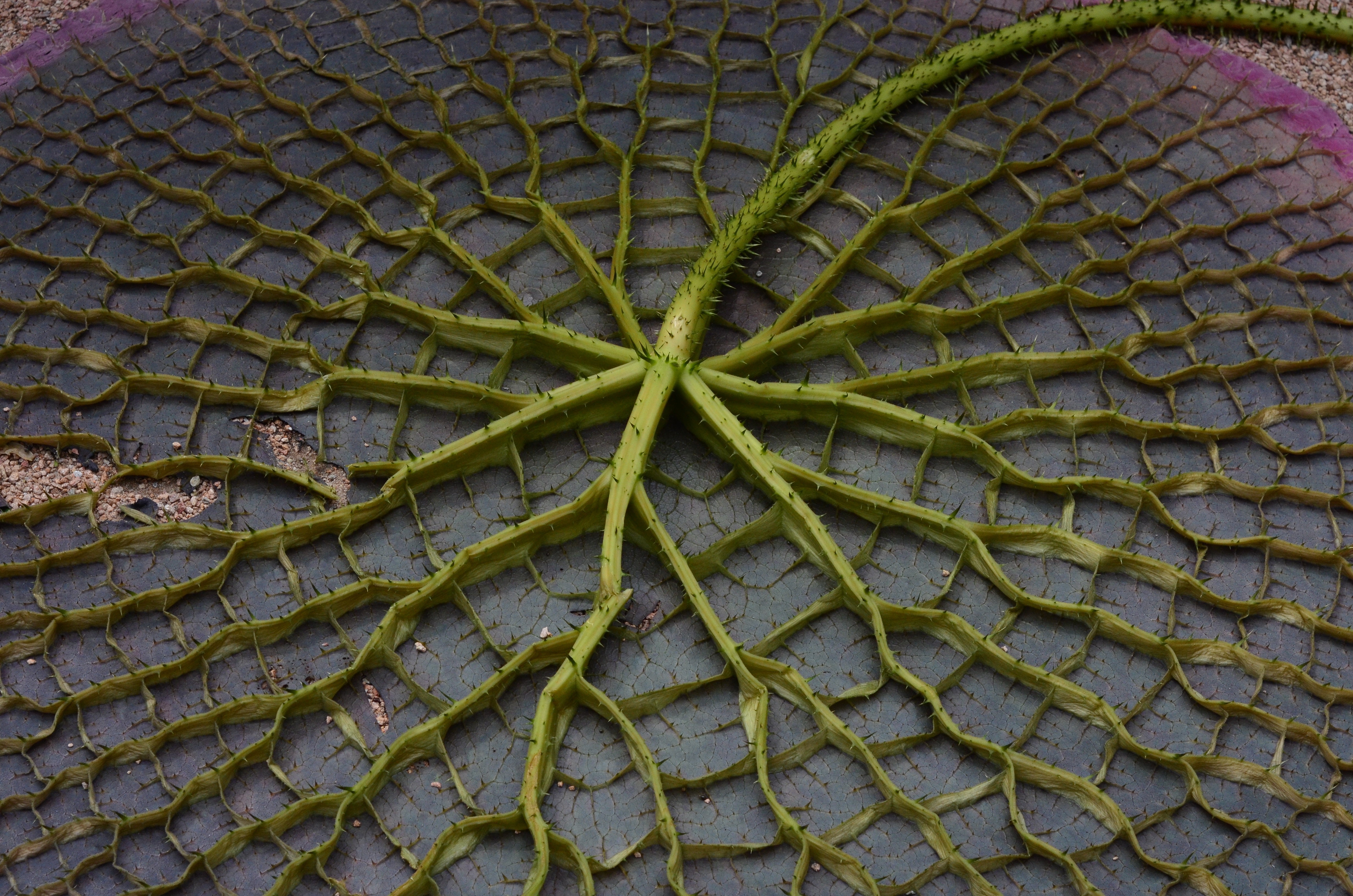
Нижняя сторона листьев с жилками
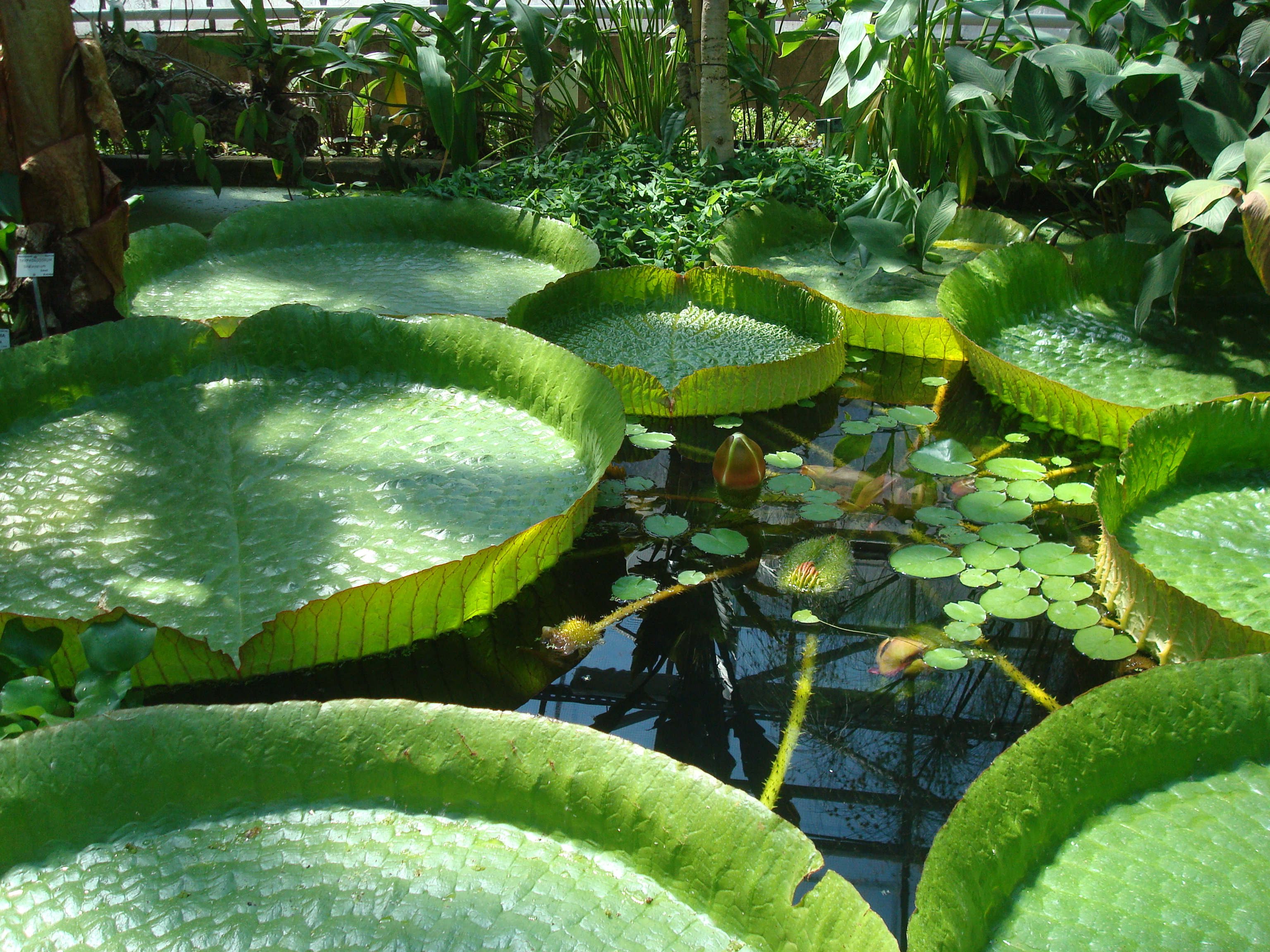
Виктория Круса в ботаническом саду Нанси
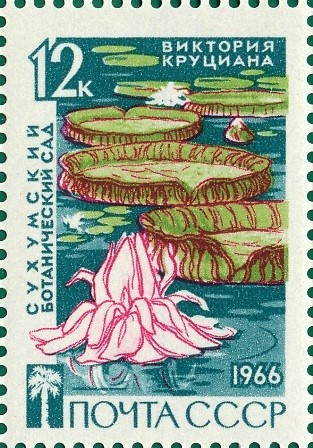
На почтовая марке СССР, 1966 года